# Verwaltungsgemeinschaft Maibach-Nödlitztal
In der Verwaltungsgemeinschaft Maibach-Nödlitztal waren im sachsen-anhaltischen Burgenlandkreis die Gemeinden Deuben, Döbris, Luckenau, Nonnewitz und Theißen zusammengeschlossen. Die Verwaltungsgemeinschaft wurde nach den Flüssen Maibach und Nödlitz benannt. Am 1. Januar 2005 wurde sie mit den Gemeinden Geußnitz, Kayna und Würchwitz aus der Verwaltungsgemeinschaft Schnaudertal zur neuen Verwaltungsgemeinschaft Zeitzer Land zusammengeschlossen.